# ラフィク・ゼフニニ
ラフィク・ゼフニニ（Rafik Zekhnini、1998年1月12日 - ）は、ノルウェー・シーエン出身のサッカー選手。モルデFK所属。ポジションはフォワード。

## 経歴
オッド・グレンランドでプロサッカー選手となり、3年間でリーグ戦46試合に出場し、8得点を記録した。
2019年7月16日、ACFフィオレンティーナと5年契約を交わした。2018年4月4日、　ノルウェーに戻り、ローゼンボリBKにレンタルされた。
2018年7月16日、オランダ2部のFCトゥウェンテにレンタルされた。オランダでの1シーズンは1部昇格を目指すクラブで奮闘し、クラブを1部昇格に導いた。シーズン終了後、レンタル期間がさらにもう1シーズン延長された。